# قشلاق تومارصادق محرم
قشلاق تومارصادق محرم یک روستا در ایران است که در استان اردبیل واقع شده‌است.